# Максиміліан Саксонський (1870—1951)
Максиміліан Вільгельм Август Альберт Карл Ґеорґ Одон Веттін (нім. Maximilian Wilhelm August Albert Prinz von Sachsen; 17 листопада 1870, Дрезден — 12 січня 1951, Фрібур) — член Альбертинської вітки дому Веттінів, син короля Саксонії Георга і Марії Анни Браганса-Кобурзької. Молодший брат останнього короля Саксонії Фрідріха Августа III; римо-католицький священник.

## Життєпис
Принц Максиміліан був сьомою дитиною і третім сином передостаннього короля Саксонії Георга I і Марії Анни Португальської; вихований у католицькій вірі. Незважаючи на спротив родини, вступив до семінарії, і 26 липня 1896 року був висвячений на священника. Він відмовився від претензій на престол Саксонії та отримання апанажу.

### Освіта
У січні 1899 року князь Максиміліан став доктором богослов'я Вюрцбурзького університету. 21 серпня 1900 року після душпастирського служіння в Нюрнберзі прийняв посаду професора канонічного права у Фрібурзькому університеті.
Наприкінці 1910 року принц Максиміліан викликав суперечки, опублікувавши в церковній пресі статтю про об'єднання східних церков з римо-католицькою церквою. Він стверджував, що деякі догми повинні бути скасовані, щоб Східні Церкви повернулися до Римо-Католицької Церкви. Після цієї події його викликали на зустріч з Папою Пієм X, після чого він відмовився від опублікованого тексту і висловив беззастережну згоду з церковною доктриною.

### Війна
Під час Першої світової війни принц Максиміліан служив військовим капеланом серед французьких солдатів.

## Нагороди
- Кавалерський хрест ордена Рутової Корони (Саксонське королівство)[14]
- Кавалерський хрест ордена Чорного орла (Королівство Пруссія)[14]
- Великий хрест ордена Білого сокола (Велике герцогство Саксен-Веймар-Айзенаське, 1890)[15]
- Великий хрест Королівського угорського ордена Святого Стефана (Австро-Угорщина, 1891)[16]
- Кавалерський хрест ордена Святого Губерта (Баварське королівство, 1898)[17]
- Кавалерський хрест ордена Вірності (Велике герцогство Баденське, 1908)[18]

## Генеалогія
| Максиміліан Саксонський | Максиміліан Саксонський | Максиміліан Саксонський | Максиміліан Саксонський | Максиміліан Саксонський | Максиміліан Саксонський |                    |                    | Кароліна Пармська  | Кароліна Пармська  | Кароліна Пармська | Кароліна Пармська | Кароліна Пармська | Кароліна Пармська |                   |                   | Максиміліан I     | Максиміліан I     | Максиміліан I | Максиміліан I | Максиміліан I            | Максиміліан I            |                          |                          | Кароліна Баденська       | Кароліна Баденська       | Кароліна Баденська | Кароліна Баденська | Кароліна Баденська    | Кароліна Баденська |  |  | Фердинанд Саксен-Кобург-Гота | Фердинанд Саксен-Кобург-Гота | Фердинанд Саксен-Кобург-Гота | Фердинанд Саксен-Кобург-Гота | Фердинанд Саксен-Кобург-Гота | Фердинанд Саксен-Кобург-Гота |             |             | Марія Антонія Кохарі | Марія Антонія Кохарі | Марія Антонія Кохарі | Марія Антонія Кохарі | Марія Антонія Кохарі     | Марія Антонія Кохарі     |                          |                          | Педру I                  | Педру I                  | Педру I | Педру I | Педру I  | Педру I  |          |          | Марія Леопольдіна Австрійська | Марія Леопольдіна Австрійська | Марія Леопольдіна Австрійська | Марія Леопольдіна Австрійська | Марія Леопольдіна Австрійська | Марія Леопольдіна Австрійська |  |  |
| Максиміліан Саксонський | Максиміліан Саксонський | Максиміліан Саксонський | Максиміліан Саксонський | Максиміліан Саксонський | Максиміліан Саксонський |                    |                    | Кароліна Пармська  | Кароліна Пармська  | Кароліна Пармська | Кароліна Пармська | Кароліна Пармська | Кароліна Пармська |                   |                   | Максиміліан I     | Максиміліан I     | Максиміліан I | Максиміліан I | Максиміліан I            | Максиміліан I            |                          |                          | Кароліна Баденська       | Кароліна Баденська       | Кароліна Баденська | Кароліна Баденська | Кароліна Баденська    | Кароліна Баденська |  |  | Фердинанд Саксен-Кобург-Гота | Фердинанд Саксен-Кобург-Гота | Фердинанд Саксен-Кобург-Гота | Фердинанд Саксен-Кобург-Гота | Фердинанд Саксен-Кобург-Гота | Фердинанд Саксен-Кобург-Гота |             |             | Марія Антонія Кохарі | Марія Антонія Кохарі | Марія Антонія Кохарі | Марія Антонія Кохарі | Марія Антонія Кохарі     | Марія Антонія Кохарі     |                          |                          | Педру I                  | Педру I                  | Педру I | Педру I | Педру I  | Педру I  |          |          | Марія Леопольдіна Австрійська | Марія Леопольдіна Австрійська | Марія Леопольдіна Австрійська | Марія Леопольдіна Австрійська | Марія Леопольдіна Австрійська | Марія Леопольдіна Австрійська |  |  |
|                         |                         |                         |                         |                         |                         |                    |                    |                    |                    |                   |                   |                   |                   |                   |                   |                   |                   |               |               |                          |                          |                          |                          |                          |                          |                    |                    |                       |                    |  |  |                              |                              |                              |                              |                              |                              |             |             |                      |                      |                      |                      |                          |                          |                          |                          |                          |                          |         |         |          |          |          |          |                               |                               |                               |                               |                               |                               |  |  |
|                         |                         |                         |                         | Йоганн Саксонський      | Йоганн Саксонський      | Йоганн Саксонський | Йоганн Саксонський | Йоганн Саксонський | Йоганн Саксонський |                   |                   |                   |                   |                   |                   |                   |                   |               |               | Амалія Авґуста Баварська | Амалія Авґуста Баварська | Амалія Авґуста Баварська | Амалія Авґуста Баварська | Амалія Авґуста Баварська | Амалія Авґуста Баварська |                    |                    |                       |                    |  |  |                              |                              |                              |                              | Фернанду II                  | Фернанду II                  | Фернанду II | Фернанду II | Фернанду II          | Фернанду II          |                      |                      |                          |                          |                          |                          |                          |                          |         |         | Марія II | Марія II | Марія II | Марія II | Марія II                      | Марія II                      |                               |                               |                               |                               |  |  |
|                         |                         |                         |                         | Йоганн Саксонський      | Йоганн Саксонський      | Йоганн Саксонський | Йоганн Саксонський | Йоганн Саксонський | Йоганн Саксонський |                   |                   |                   |                   |                   |                   |                   |                   |               |               | Амалія Авґуста Баварська | Амалія Авґуста Баварська | Амалія Авґуста Баварська | Амалія Авґуста Баварська | Амалія Авґуста Баварська | Амалія Авґуста Баварська |                    |                    |                       |                    |  |  |                              |                              |                              |                              | Фернанду II                  | Фернанду II                  | Фернанду II | Фернанду II | Фернанду II          | Фернанду II          |                      |                      |                          |                          |                          |                          |                          |                          |         |         | Марія II | Марія II | Марія II | Марія II | Марія II                      | Марія II                      |                               |                               |                               |                               |  |  |
|                         |                         |                         |                         |                         |                         |                    |                    |                    |                    |                   |                   |                   |                   |                   |                   |                   |                   |               |               |                          |                          |                          |                          |                          |                          |                    |                    |                       |                    |  |  |                              |                              |                              |                              |                              |                              |             |             |                      |                      |                      |                      |                          |                          |                          |                          |                          |                          |         |         |          |          |          |          |                               |                               |                               |                               |                               |                               |  |  |
|                         |                         |                         |                         |                         |                         |                    |                    |                    |                    |                   |                   | Георг Саксонський | Георг Саксонський | Георг Саксонський | Георг Саксонський | Георг Саксонський | Георг Саксонський |               |               |                          |                          |                          |                          |                          |                          |                    |                    |                       |                    |  |  |                              |                              |                              |                              |                              |                              |             |             |                      |                      |                      |                      | Марія Анна Португальська | Марія Анна Португальська | Марія Анна Португальська | Марія Анна Португальська | Марія Анна Португальська | Марія Анна Португальська |         |         |          |          |          |          |                               |                               |                               |                               |                               |                               |  |  |
|                         |                         |                         |                         |                         |                         |                    |                    |                    |                    |                   |                   | Георг Саксонський | Георг Саксонський | Георг Саксонський | Георг Саксонський | Георг Саксонський | Георг Саксонський |               |               |                          |                          |                          |                          |                          |                          |                    |                    |                       |                    |  |  |                              |                              |                              |                              |                              |                              |             |             |                      |                      |                      |                      | Марія Анна Португальська | Марія Анна Португальська | Марія Анна Португальська | Марія Анна Португальська | Марія Анна Португальська | Марія Анна Португальська |         |         |          |          |          |          |                               |                               |                               |                               |                               |                               |  |  |
|                         |                         |                         |                         |                         |                         |                    |                    |                    |                    |                   |                   |                   |                   |                   |                   |                   |                   |               |               |                          |                          |                          |                          |                          |                          |                    |                    |                       |                    |  |  |                              |                              |                              |                              |                              |                              |             |             |                      |                      |                      |                      |                          |                          |                          |                          |                          |                          |         |         |          |          |          |          |                               |                               |                               |                               |                               |                               |  |  |
|                         |                         |                         |                         |                         |                         |                    |                    |                    |                    |                   |                   |                   |                   |                   |                   |                   |                   |               |               |                          |                          |                          |                          |                          |                          |                    |                    | Максиміліан Вільгельм |                    |  |  |                              |                              |                              |                              |                              |                              |             |             |                      |                      |                      |                      |                          |                          |                          |                          |                          |                          |         |         |          |          |          |          |                               |                               |                               |                               |                               |                               |  |  |